# Bolívia nos Jogos Pan-Americanos de 1979
A Bolívia competiu nos Jogos Pan-Americanos de 1979 em San Juan, em Porto Rico. 